# Espinosa (Minas Gerais)
Pour les articles homonymes, voir Espinosa.
Espinosa  est une municipalité brésilienne de l'État du Minas Gerais et la microrégion de Janaúba.